# Stanley Aronowitz

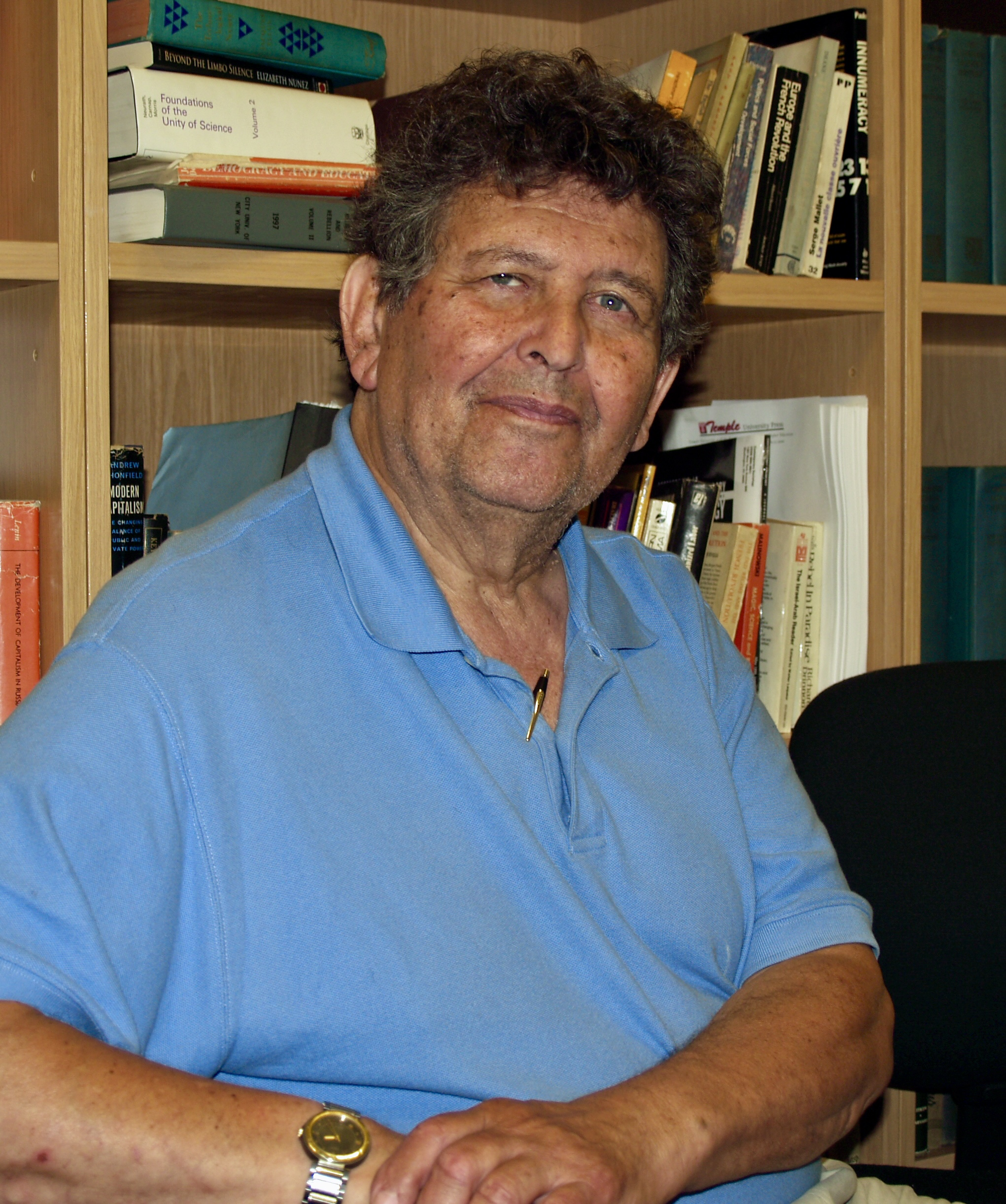
Stanley Aronowitz (2007)

Stanley Aronowitz (geboren am 6. Januar 1933 in New York City; gestorben am 16. August 2021) war ein US-amerikanischer Soziologe und politischer Aktivist.

## Leben
Geboren 1933 in New York City als Sohn jüdischer Arbeiter, wuchs Aronowitz in der Bronx auf. In den 1950er und 1960er Jahren engagierte er sich in der US-amerikanischen Arbeiterbewegung und war in der Bürgerrechtsbewegung aktiv.
Seinem Selbstverständnis nach war er ein „öffentlicher Intellektueller“ und Kulturkritiker. Auf Grund der Organisation eines Sits-ins wurde er aus dem Brooklyn College herausgeworfen und arbeitete danach für 15 Jahre in verschiedenen Stahlwerken und Fabriken rund um New York und in New Jersey. In dieser Zeit kam er in Kontakt zur Arbeiterbewegung und begann sich für deren Organisierung zu interessieren. Ende der 1960er Jahre schlug er dann seine akademische Laufbahn ein.
1968 machte Aronowitz seinen Bachelorabschluss an der New School, 1975 promovierte er an der Union Graduate School. Seit 1983 unterrichtete er am Graduate Center der City University of New York, an der er auch zum Professor für Soziologie und Urban Education ernannt wurde. Später war er der Direktor des Center for the Study of Culture, Technology and Work. Als Autor und Herausgeber verantwortete er rund 25 Bücher, die sich mit den Themen Arbeiterbewegung, Klasse und Bildung auseinandersetzen. Zusammen mit Henry Giroux setzte er sich jahrelang kritisch mit den Bedingungen von Bildung in den Vereinigten Staaten auseinander.
Aronowitz war bis zu ihrem Tod 2006 mit der Journalistin und Aktivistin Ellen Willis verheiratet und Vater mehrerer Kinder.

## Schriften (Auswahl)
- Against Orthodoxy: Social Theory and its Discontents, Palgrave Macmillan, New York 2015 ISBN 978-1-137-38718-9
- The Death and Life of American Labor: Toward a New Worker's Movement, Verso Books, London 2014, ISBN 1-78478-300-5.
- Taking It Big: C. Wright Mills and the Making of Political Intellectuals, Columbia University Press, New York 2012, ISBN 0-231-13540-8.
- Against Schooling: For an Education that Matters, Routledge, New York 2008, ISBN 1-59451-503-4.
- Left Turn: Forging a New Political Future, Routledge, New York 2006, ISBN 1-59451-503-4.
- How Class Works, Yale University Press, Yale 2003, ISBN 0-300-10504-5.
- mit Peter Bratsis (Hrsg.): Paradigm Lost: State Theory Reconsidered. University of Minnesota Press, Minneapolis 2002.
- mit Henry Giroux: Education Still Under Siege, Bergin & Garvey, Westport 1993.
- mit Henry Giroux: Education Under Siege, Routledge, London 1983, ISBN 978-0-203-22203-4.
- Crisis In Historical Materialism: Class, Politics, and Culture in Marxist Theory, Prager, New York 1981, ISBN 0-03-059031-0 (zweite Auflage New York 1990, ISBN 0-333-49105-X).
- False Promises: The Shaping of American Working Class Consciousness, McGraw-Hill Education 1973, ISBN 0-8223-1198-4.